# Iod polyoxide
Iod oxide là tên chung chỉ các hợp chất hóa học của oxy và iod. Đặc tính hóa học của các hợp chất này khá phức tạp, chỉ một số ít có đặc trưng tốt. Có khá nhiều hợp chất trong số này đã được phát hiện trong bầu khí quyển và được cho là có vai trò đặc biệt quan trọng trong lớp ranh giới biển.
| Công thức phân tử        | I2O             | IO           | IO2         | I2O4                      | I2O5                 | I4O9                        |
| ------------------------ | --------------- | ------------ | ----------- | ------------------------- | -------------------- | --------------------------- |
| Tên                      | Diod oxide      | Iod monoxide | Iod dioxide | Diod tetroxide            | Diod pentoxide       | Tetraiod nonoxide           |
| Cấu trúc                 | I2O             | IO           | IO2         | O2IOIO                    | O(IO2)2              | I(OIO2)3                    |
| Mô hình phân tử          | không khung     | không khung  | không khung |                           | không khung          |                             |
| Số đăng ký CAS           | 39319-71-6      | 14696-98-1   | 13494-92-3  | 1024652-24-1              | 12029-98-0           | 66523-94-2                  |
| Trạng thái               | khí màu cam (?) | khí tím      | vàng rắn    | vàng rắn                  | tinh thể màu trắng   | vàng đậm                    |
| Số oxy hóa               | +1              | +2           | +4          | +3 và +5 (trung bình: +4) | +5                   | +3 và +5 (trung bình: +4,5) |
| Điểm nóng chảy           | phân hủy        | phân hủy     | phân hủy    | phân hủy ở 100 ℃          | phân hủy ở 300–350 ℃ | phân hủy ở 75 ℃             |
| Khối lượng riêng (g/cm³) |                 |              | 4,2         | 4,8                       |                      |                             |
| Độ hòa tan trong nước    |                 |              |             | phân hủy thành HIO3 + I2  | 187 g/100 mL         | phân hủy thành HIO3 + I2    |

Điod oxide (I2O) phần lớn là chủ đề của nghiên cứu lý thuyết, nhưng có một số bằng chứng cho thấy nó có thể được điều chế tương tự dichlor oxide, thông qua phản ứng giữa HgO và I2. Hợp chất không ổn định nhưng có thể phản ứng với anken để tạo ra các sản phẩm halogen hóa.
Iod monoxide (IO), iod dioxide (IO2) và điod tetroxide ((IO2)2), tất cả đều có phản ứng hóa học đáng kể trong khí quyển và kết nối với nhau. Chúng được hình thành, với số lượng rất nhỏ, ở lớp ranh giới biển của photooxidation và điiodometan, được tạo ra bởi macroalga như rong biển. Mặc dù số lượng nhỏ được sản xuất (thường dưới ppt) nhưng chúng được cho là các chất làm suy giảm và phá huỷ tầng ozon.
Điod pentoxide (I2O5) là anhydride của acid iodic và anhydride ổn định duy nhất trong số các iod oxide.
Tetraiod nonoxide (I4O9) đã được điều chế bởi phản ứng pha khí của I2 với O3 nhưng chưa được nghiên cứu rộng rãi.